# Viterbo (Colombia)
Viterbo è un comune della Colombia facente parte del dipartimento di Caldas.
Viterbo è situato sulla valle del fiume Risaralda, in una delle colline della Cordigliera Occidentale, nel triangolo tra le tre grandi città Pereira, Cali e Medellín. Viterbo dista 73 km da Manizales, il capoluogo del dipartimento.
La cittadina è soprannominata "il paradiso di Caldas" per i suoi paesaggi agricoli, le ampie strade e centri ricreativi.

## Storia
Questa regione era abitata da indigeni Apías e Umbras venne conquistata dagli spagnoli di Sebastian de Belalcázar  e Jorge Robledo.
Viterbo è stata fondata il 19 aprile 1911 dal sacerdote Nazario Restrepo Moreno in onore della città natale del delegato apostolico Monsignor Francesco Ragonesi. Viterbo è divenuto ufficialmente municipio il 31 dicembre 1951.

## Economia
Viterbo basa la sua economia sulle aziende agricole, su grandi coltivazioni di canna da zucchero, mais, agrumi, frutta esotica e caffè e nel pascolo estensivo del bestiame, allevamento ittico e di animali come maiali e pollame. Notevole è anche la nascente industria turistica.